# Parti républicain populaire russe
Le Parti républicain populaire de Russie (en russe : Наро́дно-республика́нская па́ртия Росси́и, Narodno-respublikanskaja partija Rossii) (NRPR) est un parti politique russe.